# 佩尔·伊瓦尔·穆厄
佩尔·伊瓦尔·穆厄（挪威語：Per Ivar Moe，1944年11月11日—），挪威前男子速度滑冰运动员。他曾代表挪威参加1964年冬季奥林匹克运动会速度滑冰比赛，获得一枚银牌。